# Penol (náutica)

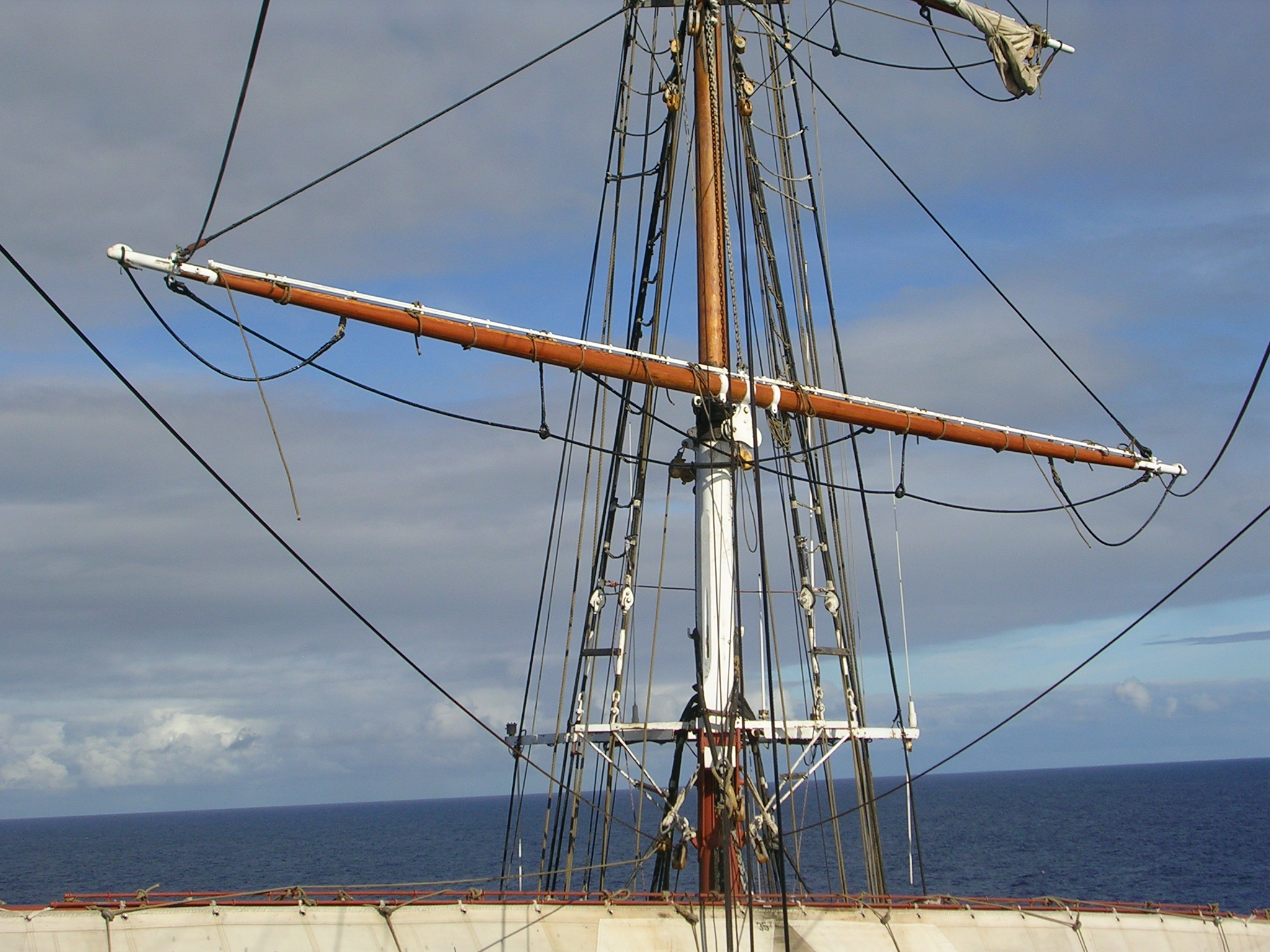
Una imagen de los penoles de la cruz, en los costados de la línea central

En náutica, el Penol (ant. Peñol) es cada una de las puntas o extremos de toda verga de cruz y también al más delgado de un botalón. Se cuenta facultativa o rigurosamente desde los tojinos de la empuñadura del grátil de la vela hasta la punta o extremo mismo de la verga.
También, se dice de la parte de la vela inmediata al extremo de la verga.

## Expresiones relacionadas
- Tener mucho o poco penol: Quedar mucha o poca distancia en una verga desde la encapilladura del amantillo y braza hasta la punta misma.
- Salir al peñol: colocarse un hombre en este sitio para tomar o largar la empuñadura de una faja de rizos o para otra maniobra necesaria en dicha posición arriesgada por lo cual suele encargarse de su ejecución el mejor marinero después del gaviero.
- Meter los penoles en el agua de banda a banda: ser tan grandes los balances y tan gruesa la mar que los penoles de las vergas suelen alguna vez tocar o llegar al agua  elevada ya parcial y angularmente la dirección de su superficie en las olas que pasan de una a otra banda.
- Colgar del penol a un hombre: ahorcarlo de dicho paraje. Es castigo que solía hacerse con los piratas en la mar, llevándolos colgados de un penol al entrar en el puerto para terror y escarmiento de los que pudieran intentar la piratería.
- A toca penoles: mod. adv. con que se expresa la suma inmediación a que ha pasado o se está de cualquier objeto con el buque.